# Pasrur
Pasrur é uma cidade do Paquistão localizada na província de Punjab.